# 심집
심집(沈諿, 1569년 ~ 1644년)은 조선 중기의 정치가로, 자는 자순(子順), 호는 남애(南崖), 시호는 효간(孝簡), 본관은 청송(靑松)이다.

## 가계
- 증조부 : 심달원(沈達源) - 기묘명현 · 승문원 판교 · 증 이조판서
- 종조부 : 심전(沈銓) - 경기도 관찰사 · 증 영의정 · 청파부원군(靑坡府院君)
- 당숙 : 심우승(沈友勝) - 호성2등공신 · 경기도 관찰사 · 증 영의정 · 청계부원군(靑溪府院君)
  - 6촌 : 심액(沈詻) - 이조판서 · 좌참찬 · 판의금부사 · 청송군(靑松君)
- 조부 : 심자(沈鎡) - 선공감 첨정 · 증 좌찬성
- 숙부 : 심우직(沈友直) - 은산현감
  - 사촌 : 심간(沈諫) - 청풍군수
    - 당질 : 심기원(沈器遠) - 정사1등공신 · 좌의정 · 청원부원군(靑原府院君)
- 아버지 : 심우정(沈友正) - 여주목사 · 증 이조판서
- 어머니 : 증 정부인 광주 안씨
  - 형 : 심혜(沈譓)
  - 형수 : 청주 한씨 - 도사 한완(韓浣)의 딸, 중종의 부마 청원위 한경록(靑原尉 韓景祿)의 손녀
  - 형 : 심현(沈誢) - 이조판서 · 증 영의정 박장원(朴長遠)의 외조부, 돈녕부 도정으로서 병자호란 때 강화도에서 부인 여산 송씨와 순절(자결)하였다. 이조판서에 추증되고 충렬(忠烈)이라는 시호가 내려졌다.
  - 형수 : 여산 송씨
    - 조카 : 청송 심씨
    - 조카사위 : 고령 박씨 박훤(朴烜) - 이조판서 · 증 영의정 박장원(朴長遠)의 아버지, 박정희(대한민국 제5·6·7·8·9대 대통령) · 박근혜(대한민국 제18대 대통령)의 선조

  - 본인 : 심집(沈諿) - 공조판서 · 형조판서 · 병자호란 당시 가칭 대신 · 예조판서
  - 부인 : 정부인 남양 홍씨
    - 아들 : 심동귀(沈東龜) - 홍문관 응교 · 사간원 사간 · 증 대사헌
    - 며느리 : 경주 김씨 - 첨지중추부사 김수렴(金守廉)의 딸, 좌의정 김명원(金命元)의 손녀
      - 손자 : 심유(沈攸) - 대사성 · 홍문관 부제학
        - 증손자 : 심한주(沈漢柱) - 고양군수 · 증 이조참의
          - 고손자 : 심봉휘(沈鳳輝) - 능주목사 · 증 이조참판
            - 5대손 : 심성희(沈聖希) - 이조참판 · 증 이조판서
              - 6대손 : 심공헌(沈公獻) - 증 좌찬성
                - 7대손 : 심염조(沈念祖) - 규장각 직제학 · 황해도 관찰사 · 증 영의정
                  - 8대손 : 심상규(沈象奎) - 초계문신 · 규장각 제학 · 육조판서 · 문형(홍문관·예문관 대제학) · 영의정 · 원상
                    - 9대손 : 심정우(沈正愚) - 증 비서승(비서원 승지)
                      - 10대손 : 심희순(沈熙淳) - 양자, 심연원(沈連源) · 심광세(沈光世)의 후손인 심의필(沈宜弼)의 아들, 이조참의 · 대사성 · 증 홍문관 제학
                        - 11대손 : 심상만(沈相萬) - 이조참의 · 대사성 · 비서승 · 경효전 제조 · 영희전 제조 · 종묘서 제조 · 봉상사 제조 · 장례원 소경 · 홍릉 제조 · 기로소 비서장
                        - 11대손자며느리 : 전주 이씨 - 내무독판 · 종정경 · 판돈녕부사 · 완림군 이재원(完林君 李載元)의 딸, 일제 자작 · 일제 귀족원(상원) 의원 이기용(李埼鎔)의 여동생

                  - 8대손 : 심응규(沈應奎) - 서흥부사 · 증 규장각 직제학
                    - 9대손 : 심정의(沈正誼) - 양자, 형조판서 심의면(沈宜冕)의 동생, 승지 · 증 규장각 제학
                      - 10대손 : 심건택(沈健澤) - 충청남도 관찰사 · 지돈녕사사
                        - 11대손 : 심상익(沈相翊) - 전라남도 관찰사 · 내부협판
                        - 11대손녀 : 청송 심씨
                        - 11대손녀사위 : 전주 이씨 일제 후작 청풍군 이해승(淸豐君 李海昇) - 상록수의 저자 항일계몽운동가 청송 심씨 심훈(沈熏)의 처남

## 생애

### 선조조
1596년(선조 29년) 정시문과에 병과로 급제하여, 1598년 예문관 검열, 예문관 대교, 1604년 성균관 전적, 예조정랑, 1605년 사간원 정언, 세자시강원 문학, 1606년 경기도 암행어사, 1607년 죽산부사를 지냈다.

### 광해군조
1608년(광해군 즉위년) 사헌부 장령, 1614년 양호염철조도사(兩湖鹽鐵調度使), 군자감정, 1617년 성균관 사예, 성균관 사성, 의정부 검상, 의정부 사인, 1619년 세자시강원 필선, 세자시강원 보덕 등을 지냈다.

### 인조조
인조반정 후, 1623년(인조 1년) 병조참지, 1627년(인조 5년) 동지의금부사, 1628년 예조참판을 거쳐, 1629년 도승지, 형조판서에 특별히 제수되었다. 부모 봉양을 위하여 특별히 안변부사로 자청하여 나아갔다. 1633년 부모 봉양을 마치자 다시 형조판서에 제수되었다. 1635년 공조판서, 1636년 형조판서, 한성부판윤, 다시 형조판서가 되었을 때, 병자호란이 일어나자, 인조를 모시고 남한산성으로 호종하였다. 화의를 청하기 위해 청군 진영에 갔던 최명길이 적진에서 돌아와 강화에 대한 일을 계달하면서 적이 왕제(王弟) 및 대신을 인질로 삼기를 요구한다고 하였다. 이에 능봉수(綾峯守) 칭(偁)을 왕의 아우라 칭하고 판서 심집(沈諿)을 대신의 직함으로 가칭(假稱)하여 보내었으나 적장이 진위여부를 물었을 때, 심집이 겁을 먹고 우물쭈물하여 거짓임이 발각되어 계획이 실패로 돌아갔다. 이로 인하여 유백증(兪伯曾) 등의 탄핵을 받아 문외출송(門外黜送)되었으나, 1638년 대사령(大赦令)으로 용서받아 1640년 예조판서에 이르렀다. 1644년 아들 심동귀(沈東龜)가 심기원(沈器遠)의 모반 사건에 연좌되어 유배되자 지병이 악화되어 죽었다.

### 효종조
1655년(효종 6년) 심집은 관작이 추탈되고 아들 사간원 사간 심동귀(沈東龜)는 사판에서 삭제되었다.

### 현종조
1659년(현종 즉위년) 심집의 손자이자 심동귀의 아들 사헌부 지평 심유(沈攸)가 조부의 억울함을 호소하고 1661년 영의정 정태화와 좌의정 심지원도 심집의 신원을 주청하였으나 받아들여지지 않았다.

### 숙종조
1681년(숙종 7년) 숙종이 한재(旱災) 때문에 소결(疏決)을 시행하니, 영의정(領議政) 김수항(金壽恒)과 좌의정(左議政) 민정중(閔鼎重)이 재이(災異)를 그치게 하는 방도라 하여 고(故) 재신(宰臣) 심집(沈諿)의 관작(官爵)을 추복(追復)할 것을 청하였다. 우의정(右議政) 이상진(李尙眞) 또한 신원설치(伸寃雪恥)할 만하다 하니, 숙종이 명하여 직첩(職牒)을 돌려주게 하였다.

## 사후 평가
지평 심유(沈攸)가 상소하여 조부의 억울함을 진달해 호소하고, 인하여 체직을 빌었는데, 그 대략에 아뢰기를,
"신의 조부 신 심집(沈諿)이 일찍이 병자년 난리 때 대가(大駕)가 남한 산성으로 들어간 이튿날, 형조 판서로 능봉군(綾峯君) 이칭(李偁)과 함께 가대신(假大臣) 직함을 띠고 적진에 사신으로 갔었습니다. 오랑캐 장수가 말하기를 ‘이 분은 왕자인가, 왕의 동생인가?’ 하자, 신의 조부가 답하기를 ‘왕자는 나이가 어린 데다가 바야흐로 국모(國母)의 상(喪)을 입고 계신다. 어찌 상중에 있으면서 다른 나라의 인질(人質)이 되겠는가. 왕의 동생도 인정과 의리의 중함이 왕자에 비해 차이가 없다. 이제 강화하면서 어찌 왕자와 왕의 동생을 따지는가?’ 하니, 오랑캐 장수가 십왕(十王)에게 보고하였습니다. 십왕이 말하기를 ‘만일 이번 큰일을 이루고자 하거든 왕세자(王世子)가 마땅히 나와야 한다.’라고 하자, 신의 조부가 답하기를 ‘세자는 나라의 이군(貳君)이니, 더욱 인질로 나올 수가 없다.’ 하면서 힘껏 다투다 시간이 흐르자 바로 돌아오고 말았습니다.
저들이 고립된 군사로 깊이 들어왔기 때문에 겉으로는 강화하겠다는 말을 했지만, 이는 다만 우리를 느슨하게 하며 그들의 대군을 기다린 것으로 그 뜻이 본래 강화에 있지 않았던 것입니다. 신의 조부가 적진 앞에서 응답한 것에 잘못이 없었는데 단지 그 때에 잘못 전해진 말이 떠돌아 다녔기 때문에 대답을 잘못했다는 비방이 있게 된 것입니다. 인조 대왕께서 그날 중사(中使)를 내보내면서 별감(別監)과 함께 수행하셨으니, 피차의 문답을 모두 들었습니다. 정축년 겨울에 헌장(憲長) 유백증(兪伯曾)이 떠도는 비방에 현혹되어 신의 조부를 귀양보내라고 논핵하자, 인조께서 답하기를 ‘만약 그 사정을 따지지 않고 자취에 의거해 죄를 논한다면 죽어서도 지하에서 눈을 감지 못할 것이다.’라고 하셨습니다. 이 성상의 비답이 분명하게 정원의 일기(日記) 가운데 실려 있으니, 속일 수가 없습니다. 다만 백증이 논계를 고집하며 오래 끌었기 때문에 잠시 문외 출송(門外黜送)하였는데, 그날에 대각의 논계가 바로 정지되었습니다. 이듬해 신의 조부가 사면을 입어 예조 판서에 제수되었습니다.
임진년 가을에 대사헌 홍무적(洪茂績) 및 한두 연신(筵臣)이 등대하던 날 마침 상이 신의 아비 동귀(東龜)를 거두어 쓸 뜻을 언급했을 적에, 연신과 원두표(元斗杓)는 신의 조부가 산성에서 봉사(奉使)했을 때의 와언을 잘못 진달하여 관작을 추탈하라는 명이 있게 되었습니다. 신이 이런 때에 외람되이 두터운 은혜를 입었으니, 어찌 감히 반열에 무릅쓰고 있겠습니까."
하니, 상이 답하기를,
"상소의 내용을 마땅히 묘당으로 하여금 처리하도록 하겠으니, 사직하지 말라."
하였다. 비국이 복계하기를,
"심집의 죄는 단지 일종의 전파된 말에서 나왔지 원래 드러난 실상이 없었으므로 관작을 추탈당한 것을 많은 사람들이 억울하다고 합니다. 조만간 의논하여 처리해야 되겠습니다만, 지금 경솔하게 논의하는 것은 역시 때가 아닙니다. 천천히 후일을 기다려 품처(稟處)하도록 하소서."
하니, 상이 이르기를,
"지금 갑자기 신원하라는 말을 내다니, 매우 외람되다. 시행하지 말라."
하였다.
삼가 살피건대, 《정원일기》에
"심집이 오랑캐의 진영에 이르자 강화하는 일을 가지고 마부대(馬夫大)가 묻기를 ‘너희 나라가 저번에도 가짜 왕자(王子)로 우리를 속였는데, 이번에 온 왕자는 진짜 왕자(王子)인가?’ 하니, 심집이 두려워 어쩔 줄 모르다가 답하기를 ‘이번 역시 가짜 왕자이다.’ 했다. 오랑캐가 크게 화를 내고 즉시 돌려 보내면서 말하기를 ‘세자(世子)가 나온 연후에야 강화를 허락할 수 있다.’고 하였다."
했고, 정축년008) 겨울 헌부의 계사에 이르기를
"심집이 감히 왕의 가짜 동생이니 임시 대신이니 하는 말을 청인(淸人)에게 하여 박난영(朴蘭英)이 진짜 왕의 동생이고 진짜 대신이라고 답한 말과 크게 어긋나게 되었는데, 이 때문에 그들을 화나게 만들어 난영이 해를 입기까지 했습니다. 그가 사행(使行)을 면하고자 하며 나라를 팔아먹고 화를 일으킨 정상이 지극히 형편없는데, 단지 관직만 삭탈하는 것은 아이들 장난과 같습니다. 먼 변방으로 정배하소서."
하니, 상이 답하기를
"심집이 죄가 비록 무거우나 사실상 다른 마음이 없었으니, 번거롭게 논하지 말라."
하였다. 무인년009) 2월에 이르러 헌관이 탑전에서 연달아 아뢰니, 상이 답하기를
"심집의 일에 대한 논계는 지나친 듯하다. 나라를 팔아먹으려 한 것도 아니고 또 사행(使行)을 면하고자 한 것도 아니다. 그 정상을 참작하지 않고 갑자기 논죄한다면 죽어도 지하에서 눈을 감지 못할 것이다. 또 그 사람을 보건대 간사한 마음이 없는 자이다. 지금에 이르러 논집하는 것은 부당하다."
했다. 그 후 대각의 논계에 또
"설사 두려워서 말을 잘못한 것이라 하더라도, 일을 그르치고 나라를 욕되게 한 죄는 역시 큽니다."
하니, 이튿날 상이 비로소 문외 출송(門外黜送)을 명하였고, 오래지 않아 종백(宗伯)010)으로 삼았다.
이상 대각의 계사 및 성상의 비답을 보면 심집의 일에 대해서 당시의 실정을 미루어 알 수 있다. 그의 아들 동귀(東龜)가 효행(孝行)이 있었는데, 아비가 관직을 추탈당한 것을 억울하게 여겨서 등에 종기가 나기까지 하였다. 죽음에 임해 그 아들에게
"나는 죽어도 반드시 눈을 감지 못할 것이다."

했는데, 죽자 과연 그랬다. 그 아들이 감겨 주려고 했으나 감겨지지 않았는데, 듣는 자들이 슬퍼하였다. 송시열(宋時烈)이 이 일을 경연에서 아뢰었으나 신원되지 못했고, 오랜 뒤에 좌의정 민정중(閔鼎重)이 그 억울한 상황을 진달하니, 특별히 그의 관직을 회복하게 하였다.— 현종개수실록 1권, 현종 즉위년 7월 29일 무자 2번째기사

## 같이 보기
| - 병자호란 - 심연원 - 심달원 - 심전 - 심우승 - 심액 - 심기원 - 심지원 - 심상규 - 심의면 - 심건택 - 심상만 - 심상익 - 심훈 | - 박장원 - 김명원 - 최명길 - 정태화 - 송시열 - 송준길 - 김수항 - 민정중 - 이상진 - 이재원 - 이기용 - 이해승 - 박정희 - 박근혜 |

## 참조
- 《선조실록》
- 《광해군일기》
- 《인조실록》
- 《효종실록》
- 《현종실록》
- 《숙종실록》